# Меуччи, Винченцо
 Винченцо Меуччи (итал. Vincenzo Meucci; 1694, Флоренция, Тоскана — 7 ноября 1766, Флоренция) — итальянский живописец эпохи позднего барокко флорентийской школы живописи. Мастер квадратур (иллюзорных росписей в архитектуре с «обманом зрения»).

## Жизнь и творчество
Винченцо родился во Флоренции, в Тоскане. Он был сыном Лоренцо ди Джероламо Меуччи и Лизабетты ди Паоло Калони. Обучался искусству живописи сначала у Себастьяно Галеотти во Флоренции, а затем у Джованни Джозеффо даль Соле в Болонье, испытывая влияние как культуры позднего барокко, так и новаторских идей неоклассицизма. Ему покровительствовали маркиз Джованни Баттиста Салимбени из Сиены, а также кардиналы Алессандро Киджи Зондадари и Нери Корсини. Его самое известное произведение — фреска купола базилики Сан-Лоренцо во Флоренции «Слава флорентийских святых» (1742). Оно было создано по заказу Анны Марии Луизы де Медичи, последнего представителя рода Медичи, проживавшей в палаццо Питти.
Вместе с Джованни Доменико Ферретти и Пьетро Андерлини Меуччи писал фрески в Палаццо Панчатики и в церкви Сан-Сальваторе-аль-Весково во Флоренции
Среди учеников художника был Томмазо Герардини.

## Галерея

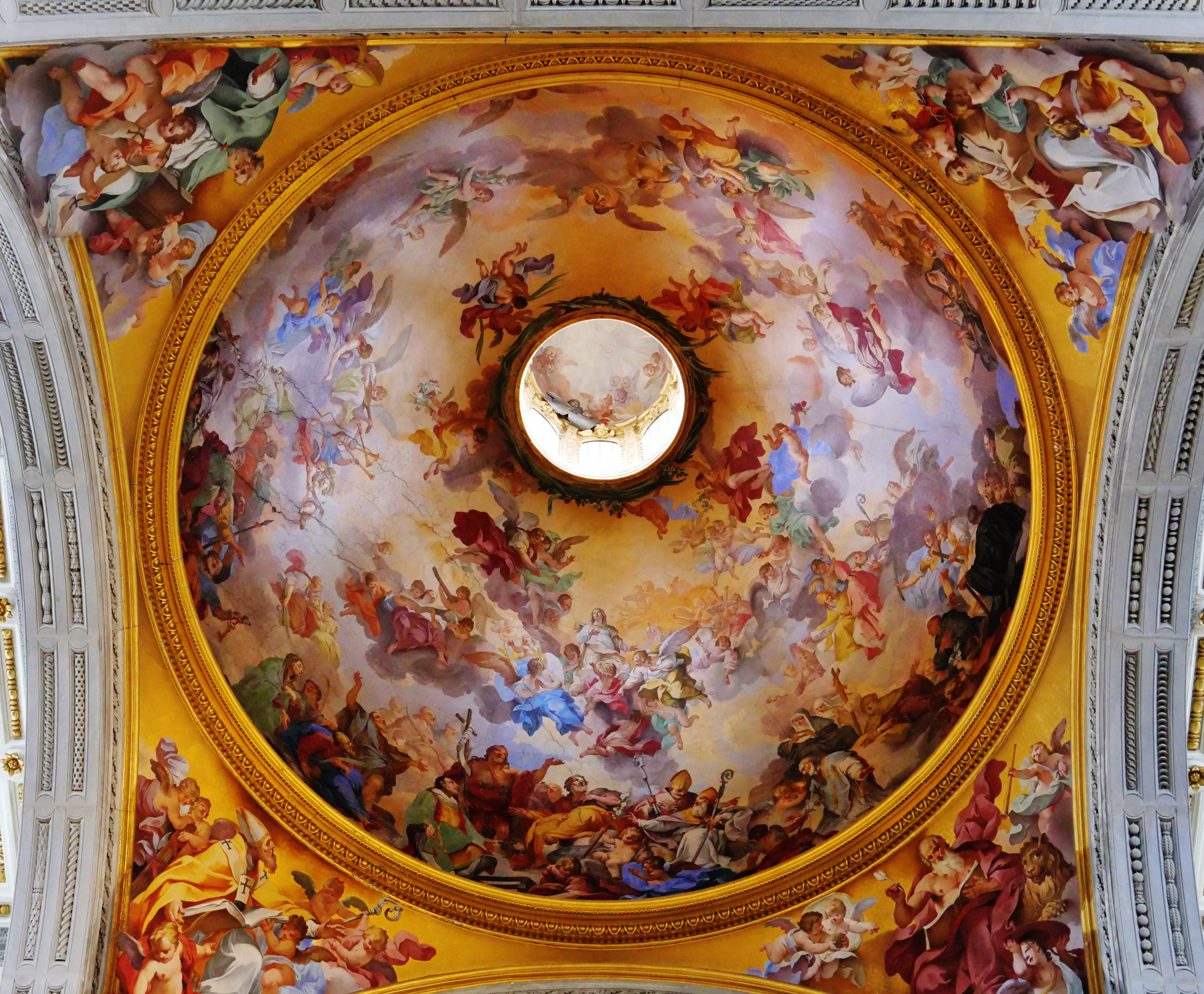
Роспись купола базилики Сан-Лоренцо, Флоренция
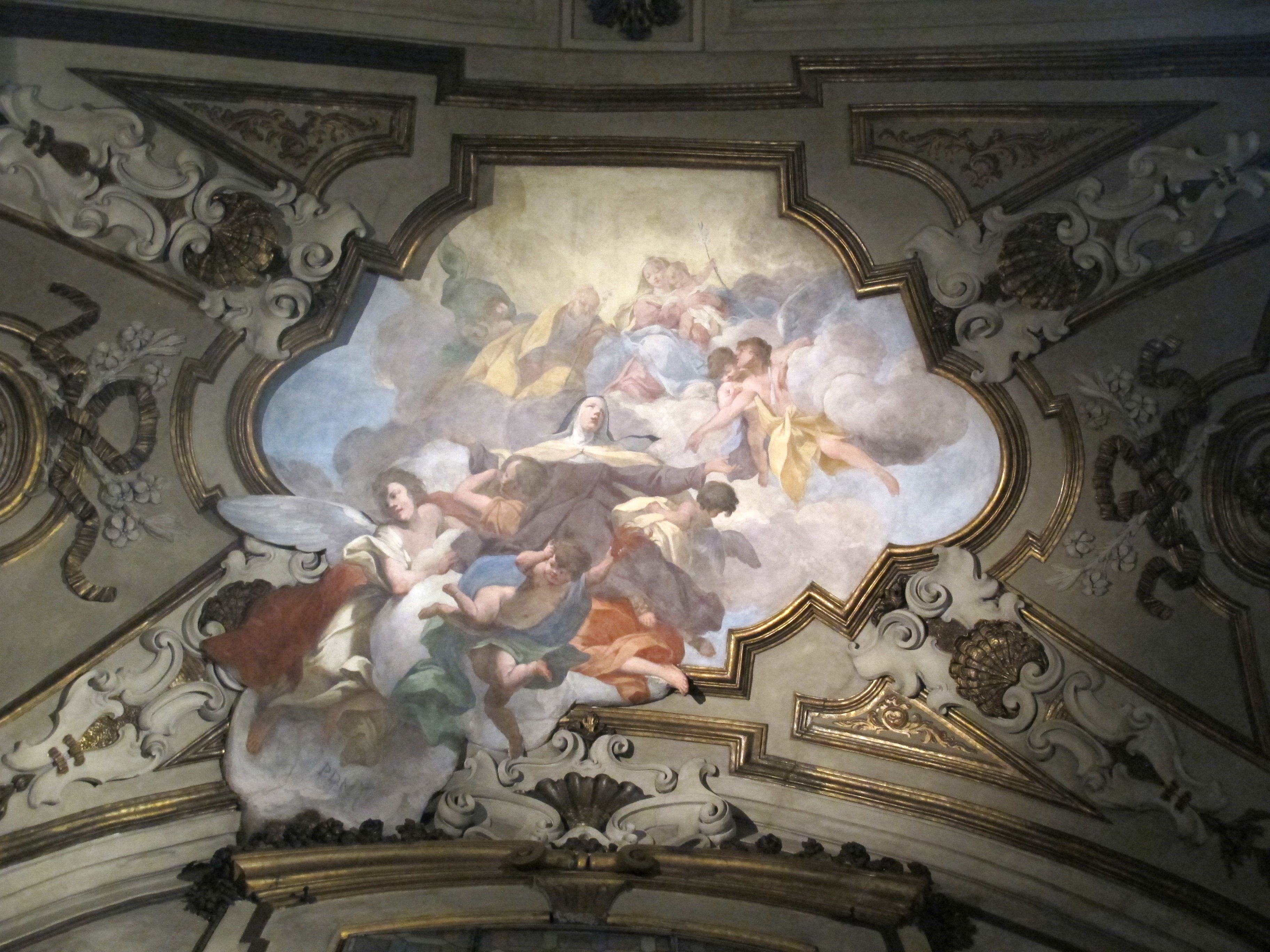
Роспись свода Капеллы Вольта. Церковь Санта-Мария-Маджоре, Флоренция
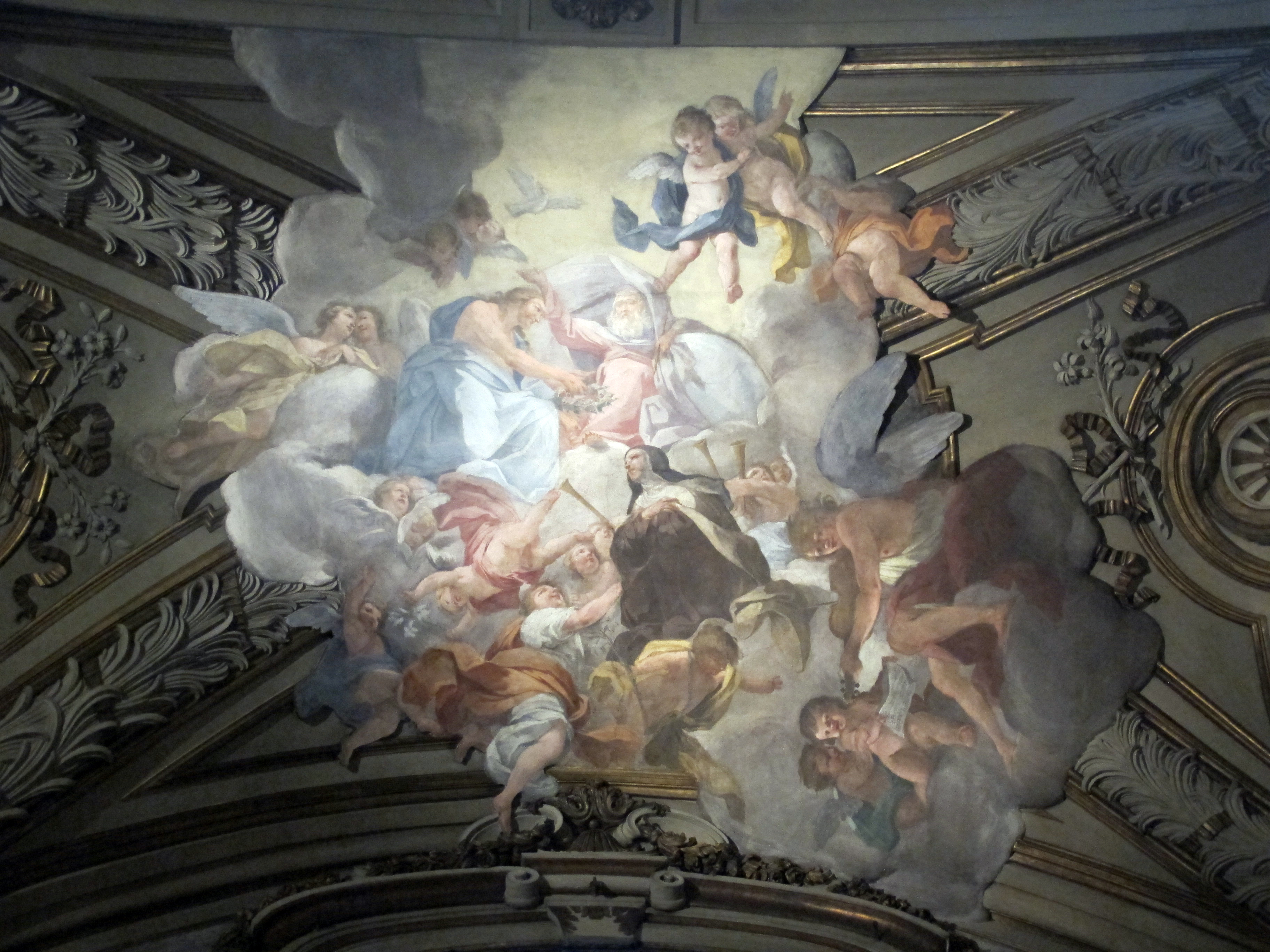
Роспись свода Капеллы Карнесеки. Церковь Санта-Мария-Маджоре, Флоренция
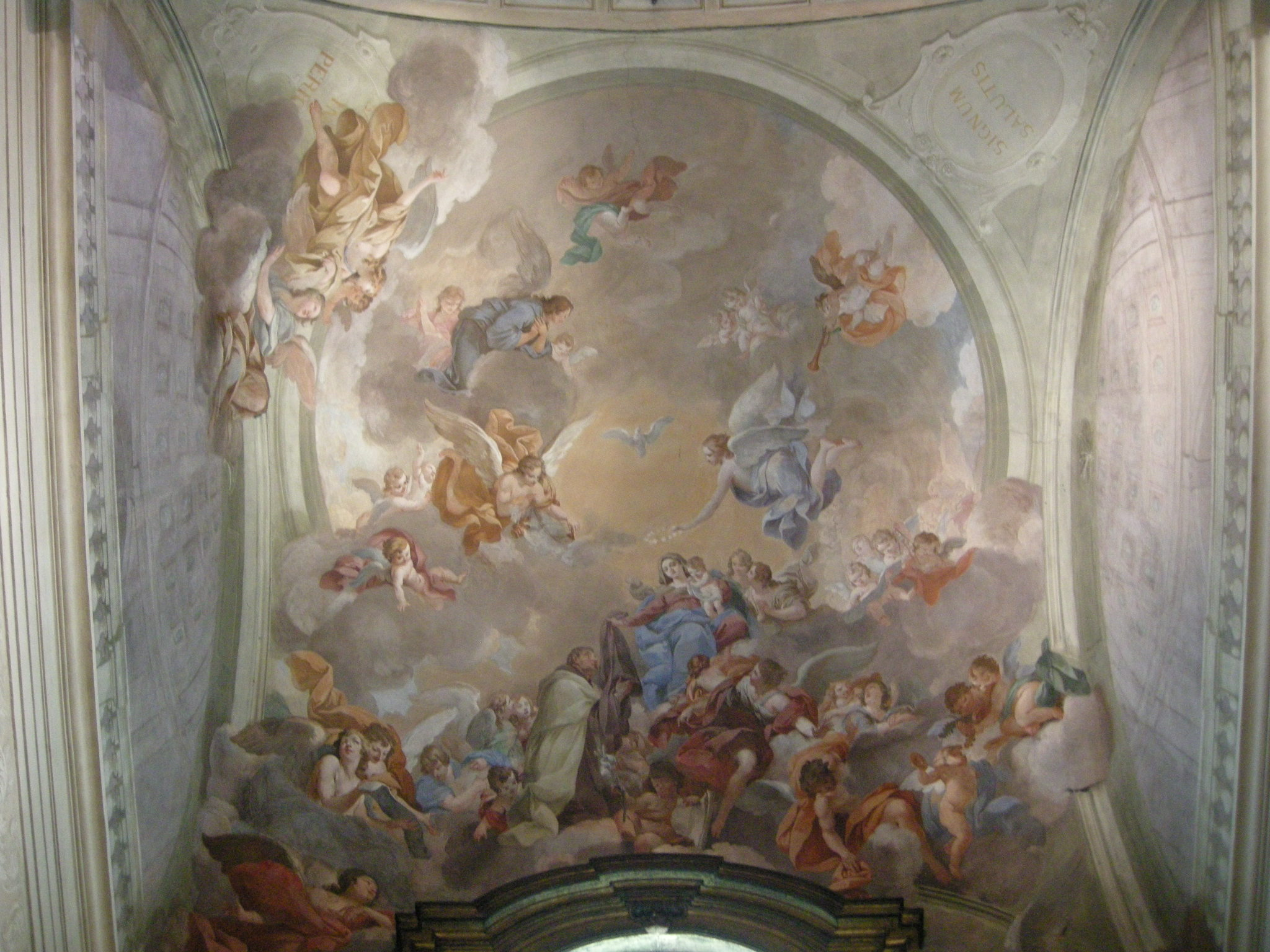
Роспись свода Капеллы Бранкаччи. Церковь Санта-Мария-дель-Кармине, Флоренция
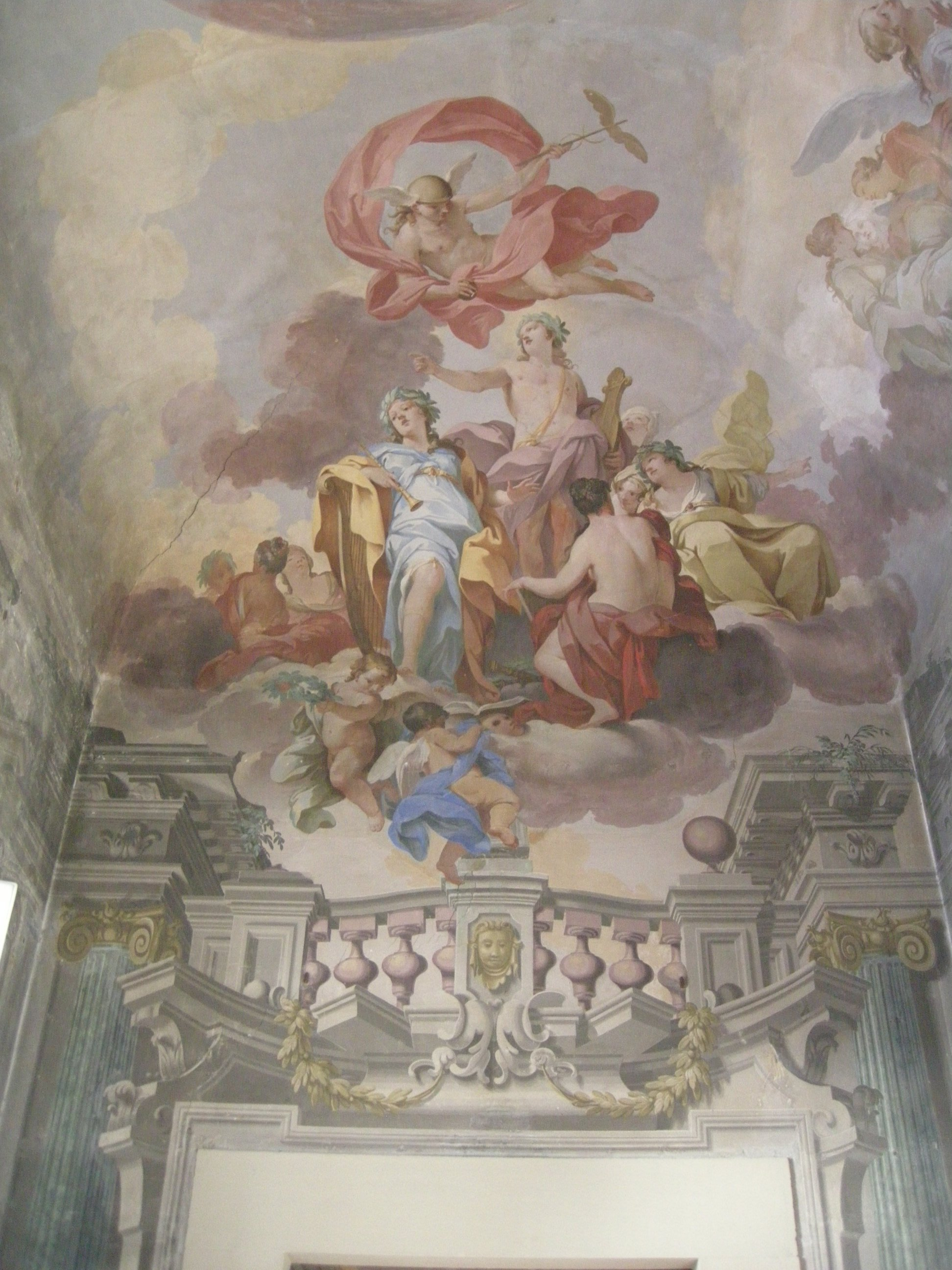
Роспись плафона галереи Палаццо Каппони-Ковони, Флоренция
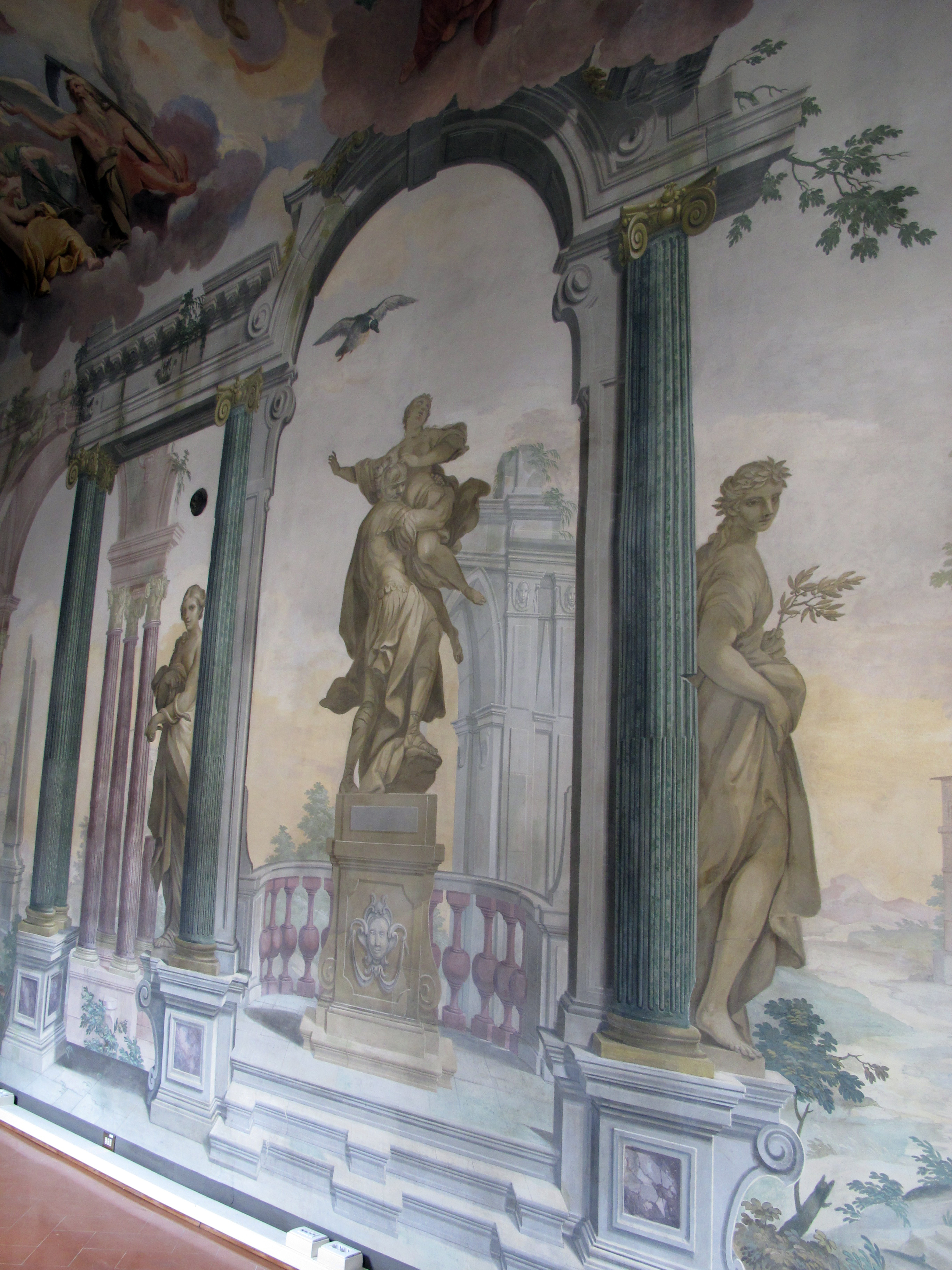
Роспись стены галереи
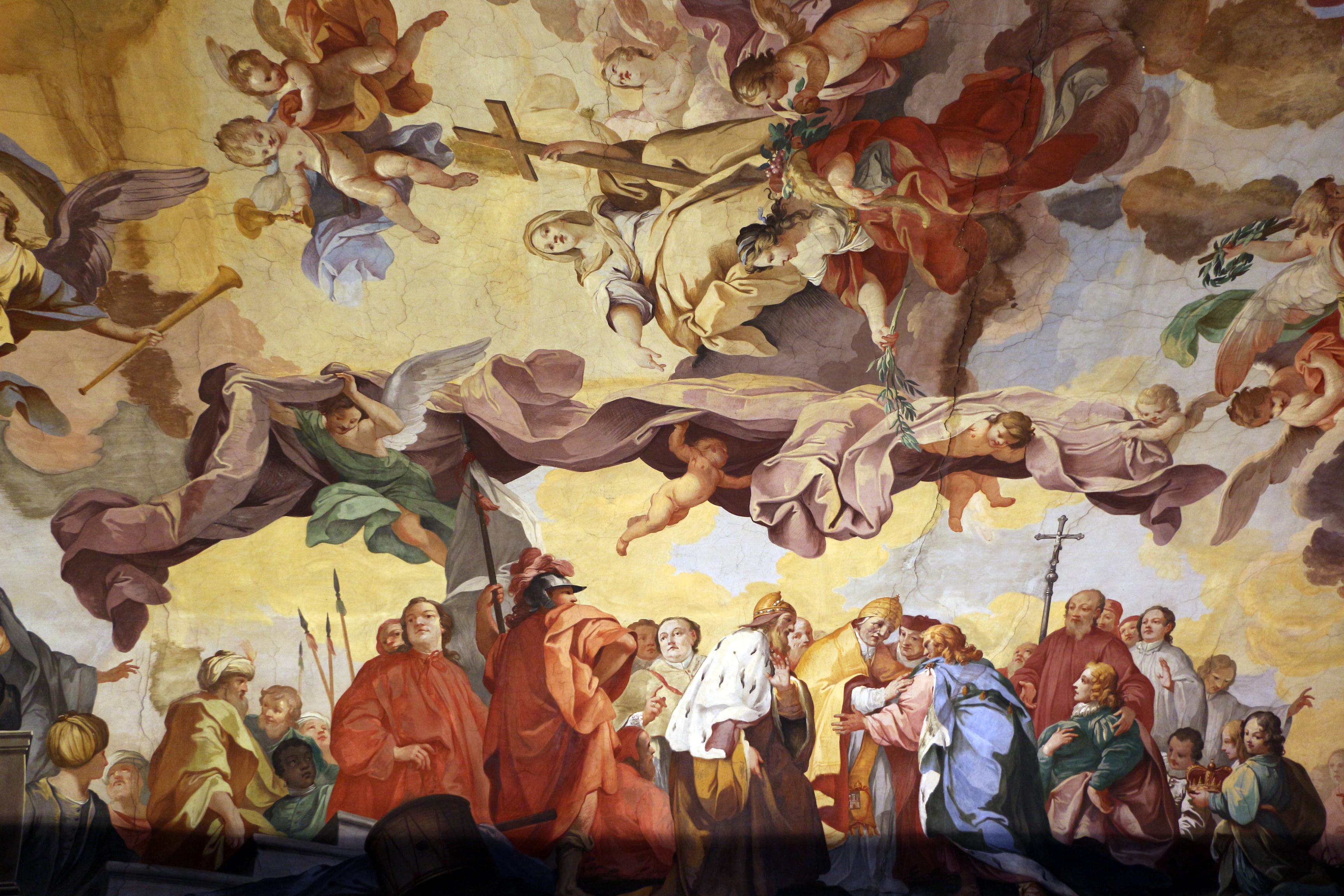
Встреча папы Александра III с Барбароссой в Венеции в присутствии Агостино Черретани. Деталь росписи плафона. Базилика Сан-Джорджо Маджоре, Венеция